# Comunanza Cadenazzo/Monteceneri
La comunanza tra Cadenazzo e Monteceneri è un piccolo territorio inabitato del Canton Ticino, appartenente sia al comune di Cadenazzo sia a quello di Monteceneri.

## Descrizione
Il territorio di 2,88 chilometri quadrati, inabitato, comprende la parte più orientale della valle di Caneggio.

## Storia
In origine la comunanza era tra i comuni bellinzonesi di Medeglia e Robasacco. A seguito della soppressione di quest'ultimo si passò nel 2005 alla comunanza tra Cadenazzo e Medeglia.
Nel 2010 il comune di Medeglia, appartenente al distretto di Bellinzona si aggregò nel nuovo comune di Monteceneri appartenente al distretto di Lugano.
La comunanza Cadenazzo/Monteceneri si trovava dunque in due diversi distretti: per ovviare a questo problema, fu deciso che la comunanza appartenga al distretto di Bellinzona nonostante sia compresa anche in quello di Lugano.